# Чемпионат Европы по футзалу (AMF) среди женщин 2001
В Муроме состоялся первый Чемпионат Европы по футзалу (по версии AMF) среди женщин. В однокруговом турнире убедительную победу праздновала сборная России.
Сборная России, руководимая главным тренером Владимиром Анисимовым, выиграла с крупным счетом все три матча с общей разностью забитых и пропущенных мячей — 21:4.

## Чемпионки Европы
За сборную России играли представительницы пяти клубов: Галина Важнова, Ирина Лагунова, Наталья Титкова, Елена Фомина, Елена Нуйкина («КИМПЕКС—Чертаново», Москва); Елена Тришина, Галина Добычина, Галина Тихонова, Нийоле Ядзевич, Светлана Никольская («Анненки», Калуга); Татьяна Астахова («СКА—Синко», Владимир); Светлана Цидикова («Надежда-Гудок», Красноармейск) и Анна Астапенко («Сибирячка-Энергия», Красноярск).

## Специальные призы
Лучшие игроки турнира
- вратарь — Ольга Романова (Украина)
- защитник — Галина Добычина (Россия)
- нападающий — Елена Фомина (Россия).

Лучшим игроком чемпионата признана Виктория Крылова (Беларусь)
Лучшим бомбардиром — Екатерина Жукова — 9 мячей (Беларусь)
Мисс турнира — Мартина Кальони (Италия)